# Линижер-Гума, Макс
Макс Линижер-Гума (фр. Max Liniger-Goumaz; 1930 — 13 апреля 2018) — швейцарский политолог-африканист. Один из авторов термина «демократура».

## Биография
С 1962 г. жил и работал в Африке, первоначально в Заире, затем, по направлению ЮНЕСКО, в Экваториальной Гвинее, Кот-д'Ивуаре, Камеруне, Замбии и др. Главным предметом исследований Линижера-Гумы стала Экваториальная Гвинея, которой он посвятил целый ряд книг:
- «Краткая история Экваториальной Гвинеи» (фр. Brève histoire de la Guinée équatoriale, 1988)
- «Африка, которую нужно переделать» (фр. L'Afrique à refaire: vers un impôt planétaire, 1992)
- «Исторический справочник по Экваториальной Гвинее» (англ. Historical Dictionary of Equatorial Guinea, 1979, несколько переизданий)
- «Демократура: замаскированная диктатура, подменённая демократия» (фр. «La démocrature, dictature camouflée, démocratie truquée», 1992)
- «Экваториальная Гвинея, угнетённая и надеющаяся: Путеводитель по одной демократуре, 1968—2005» (фр. «La Guinée équatoriale: opprimée et convoitée: aide-mémoire d'une démocrature: 1968-2005», 2005)

Линижер-Гума также составил и опубликовал 13-томную всеобщую библиографию литературы об Экваториальной Гвинее.
Лауреат премии имени Уильяма Юбера парижского Географического общества (1983).